# شمال‌هوددان
شمال‌هوددان (نام علمی: Boreoeutheria) کلادی (کلان‌راسته‌ای) از پستانداران جفت‌دار تشکیل‌یافته از آرایه‌های خواهر لوراسیاددان Laurasiatheria و هونیاسنجابک‌مانان Euarchontoglires است. وجود این کلاد امروزه توسط بررسی‌های توالی دی‌ان‌ای و نیز داده‌های وجود یا عدم رتروترانسپوزون به کلی پشتیبانی شده‌است.

## طبقه‌بندی
رده پستانداران
- کلان‌راستهٔ شمال‌هوددان
  - بالاراستهٔ هونیاسنجابک‌مانان
    - کلاد هونیاکان
      - راسته حشره‌خواران درختی: حشره‌خورهای درختی (جنوب شرق آسیا)
      - کلاد نخستی‌ریختان
        - راسته پوست‌پرسانان: لمورهای پرنده (جنوب شرق آسیا)
        - راسته نخستی‌سانان: لمورها، میمون‌ها، کپی‌ها (گسترهٔ جهانی)

    - کلاد سنجابک‌سانان
      - راسته خرگوش‌سانان: پایکاها، خرگوش‌ها، خرگوش‌های صحرایی (اوراسیا، آفریقا، آمریکا)
      - راسته جوندگان (گسترهٔ جهانی)

  - بالاراستهٔ لوراسیاددان
    - راسته خارپشت‌سانان: شامل خارپشت‌ها (اوراسیا، آفریقا، منقرض در آمریکای شمالی)
    - راسته حشره‌خوارسانان: حشره‌خورها، موش‌های کور (اوراسیا، آفریقا، آمریکای شمالی، شمال آمریکای جنوبی)
    - آب‌بازسانان: نهنگ‌ها و دلفین‌ها (گسترهٔ جهانی در دریاها)
    - جفت‌سم‌سانان: سم‌داران دارای تعداد سم زوج شامل شترها، خوک‌ها، زرافه‌ها، آهو، گوزن، گاو و گوسفند، بز، و اسب‌های آبی (گسترهٔ جهانی)
    - راسته خفاش‌سانان: خفاش‌ها (گسترهٔ جهانی)
    - کلاد Zooamata
      - راسته تک‌سم‌سانان: سم‌داران فردسم، شامل اسب، الاغ، گورخر، تاپیرها، و کرگدن (گسترهٔ جهانی)
      - کلاد نارام‌زیان
        - راسته پولک‌پوست‌سانان: پانگولین‌ها (آفریقا و آمریکای جنوبی)
        - راسته گوشت‌خوارسانان: گوشت‌خواران (گسترهٔ جهانی)

### کلادنما
|            | آفریقاددان                                                       |
|            |                                                                  |
| شمال‌هوددان | \| \| لوراسیاددان \| \| \| \| \| \| هونیاسنجابک‌مانان \| \| \| \| |
|            | \| \| لوراسیاددان \| \| \| \| \| \| هونیاسنجابک‌مانان \| \| \| \| |
|            | لوراسیاددان                                                      |
|            |                                                                  |
|            | هونیاسنجابک‌مانان                                                 |
|            |                                                                  |

|  | لوراسیاددان      |
|  |                  |
|  | هونیاسنجابک‌مانان |
|  |                  |

|            | آفریقاددان                                                       |
|            |                                                                  |
| شمال‌هوددان | \| \| لوراسیاددان \| \| \| \| \| \| هونیاسنجابک‌مانان \| \| \| \| |
|            | \| \| لوراسیاددان \| \| \| \| \| \| هونیاسنجابک‌مانان \| \| \| \| |
|            | لوراسیاددان                                                      |
|            |                                                                  |
|            | هونیاسنجابک‌مانان                                                 |
|            |                                                                  |

|  | لوراسیاددان      |
|  |                  |
|  | هونیاسنجابک‌مانان |
|  |                  |